# Acid levomefolic
Acidul levomefolic (denumit și acid L-5-metiltetrahidrofolic și anionul său, L-5-metiltetrahidrofolat) este un derivat de acid folic (vitamina B9). Este utilizat la nivel celular pentru reproducerea ADN, este implicat în ciclul cisteinei și în reglarea homocisteinei. Este și forma de folat care este transportată în circulație, prin membrane și la nivelul barierei hemato-encefalice. La nivel celular, L-metilfolatul este utilizat pentru procesele de metilare, un exemplu fiind metilarea homocisteinei la metionină, obținându-se și tetrahidrofolat.
Acidul levomefolic este sintetizat sub acțiunea metilentetrahidrofolat-reductazei (MTHFR) din 5,10-metilentetrahidrofolat (MTHF), iar conversia homocisteinei la metionină se face sub acțiunea metionin-sintetazei (MS).